# Bryssel södra Charleroi flygplats
Bryssel södra Charleroi flygplats,  (IATA: CRL, ICAO: EBCI) även kallad Charleroi flygplats (Aéroport de Charleroi Bruxelles-Sud på franska), är en internationell flygplats i Belgien, belägen 7 kilometer norr om Charleroi och 46 kilometer söder om centrala Bryssel. 
En ny terminal öppnades i januari 2008. Den har en kapacitet på upp till 5 miljoner passagerare per år. Under år 2019 hade flygplatsen 8.23 miljoner passagerare.
Charleroi är en av Bryssels flygplatser, och den trafikeras huvudsakligen av lågprisflygbolag. Den största flygplatsen i Belgien är Bryssel Airport eller Bryssel-Zaventems flygplats belägen nordost om Bryssel.

## Flygbolag och destinationer
| Flygbolag        | Destinationer |
| ---------------- | --- |
| Jetairfly        | Alger, Alicante, Béjaïa, Casablanca, Constantine, Djerba, Enfidha, Fès, Gran Canaria, Málaga, Murcia, Nador, Oran, Oujda, Palma de Mallorca, Tanger, Teneriffa (Syd), Tlemcen, Toulon Säsong: Al Hoceima, Heraklion, Nice, Rhodos |
| Pegasus Airlines | Istanbul (Sabiha Gökçen) |
| Ryanair          | Agadir, Alicante, Ancona, Aten, Bari, Bergamo, Bologna, Bordeaux, Bratislava, Brindisi, Bukarest, Budapest, Cagliari, Carcassonne, Comiso, Köpenhamn, Dublin, Edinburgh, Faro, Fès, Fuerteventura, Gran Canaria, Kraków, Lamezia Terme, Lanzarote, Madrid, Málaga, Manchester, Marrakech, Marseille, Montpellier, Moss, Nador, Nîmes, Oujda, Palma de Mallorca, Paphos, Perpignan, Pescara, Pisa, Porto, Prag, Rabat, Reus, Riga, Rom (Ciampino), Santander, Sevilla, Tanger, Teneriffa (Syd), Thessaloniki, Trapani, Treviso, Turin, Valencia, Vilnius, Warszawa (Modlin), Zaragoza Säsong: Alghero, Almería, Barcelona, Bergerac, Biarritz, Chania, Korfu, Figari, Girona, Ibiza, La Rochelle, Perugia, Podgorica, Pula, Rhodos, Rijeka, Rodez, Stockholm (Skavsta), Zadar, Zakynthos |
| Wizz Air         | Bukarest, Budapest, Cluj-Napoca, Gdańsk, Ljubljana, Lublin, Skopje, Sofia, Timişoara, Warszawa (Chopin) |